# Augustin Deleanu
Augustin Deleanu (n. 23 august 1944, Măgurele, Județul Ilfov – d. 27 martie 2014, București) a fost un fotbalist român, care a jucat în echipa națională de fotbal a României la Campionatul Mondial de Fotbal 1970 din Mexic, performanță pentru care în martie 2008 a fost decorat cu Ordinul „Meritul Sportiv” clasa a III-a.

## Titluri
cu Dinamo București
- Divizia A: 1970-71, 1972–73, 1974–75